# Chmielówka (Wilczęta)
Chmielówka est un village polonais de la voïvodie de Varmie-Mazurie, dans le powiat de Braniewo.